# Shelfordella monochroma
Shelfordella monochroma är en kackerlacksart som först beskrevs av Walker, F. 1871.  Shelfordella monochroma ingår i släktet Shelfordella och familjen storkackerlackor. Inga underarter finns listade i Catalogue of Life.